# Flaggskylt
En flaggskylt är en reklamskylt som står ut från en fasad likt en flagga. 

## Beskrivning
En frihängande flaggskylt kallas även pendelskylt. På tyska heter denna typ av reklamskylt Nasenschild eftersom den liksom en näsa pekar ut från fasaden. Flaggskyltar har en lång tradition som kommunikationsmedel inom hantverksyrken, restauranger och butiker, och brukar traditionellt placeras på ytterfasaden ovanför eller intill entrédörren. I trånga miljöer har de särskilt stor användning, tack vare dubbelsidighet och riktning. I Sverige finns det idag förordningar som kräver att den fria höjden över mark för denna typ av skyltar ska vara minst 2,5 meter.

Exempel på flaggskyltar i Sverige
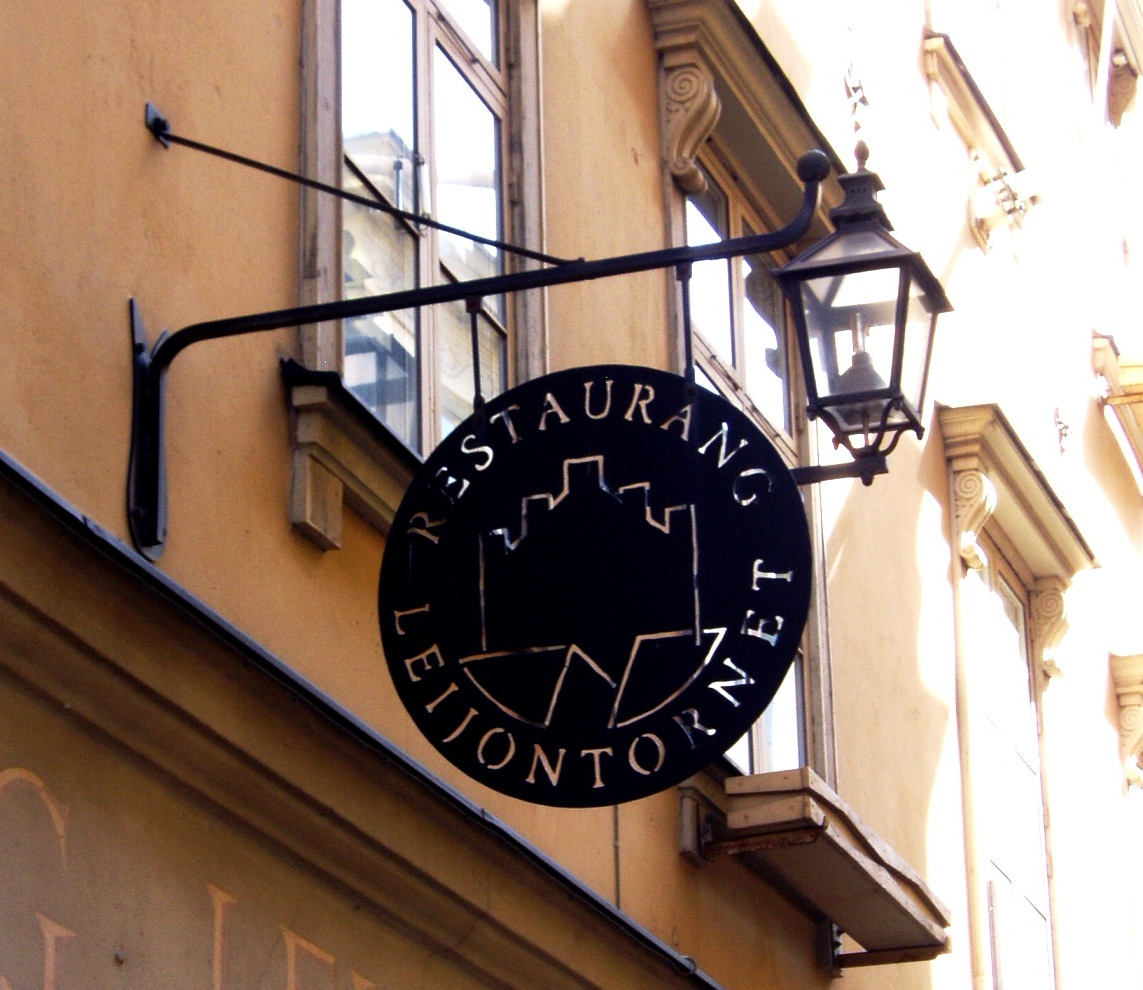
Restaurang Leijontornet
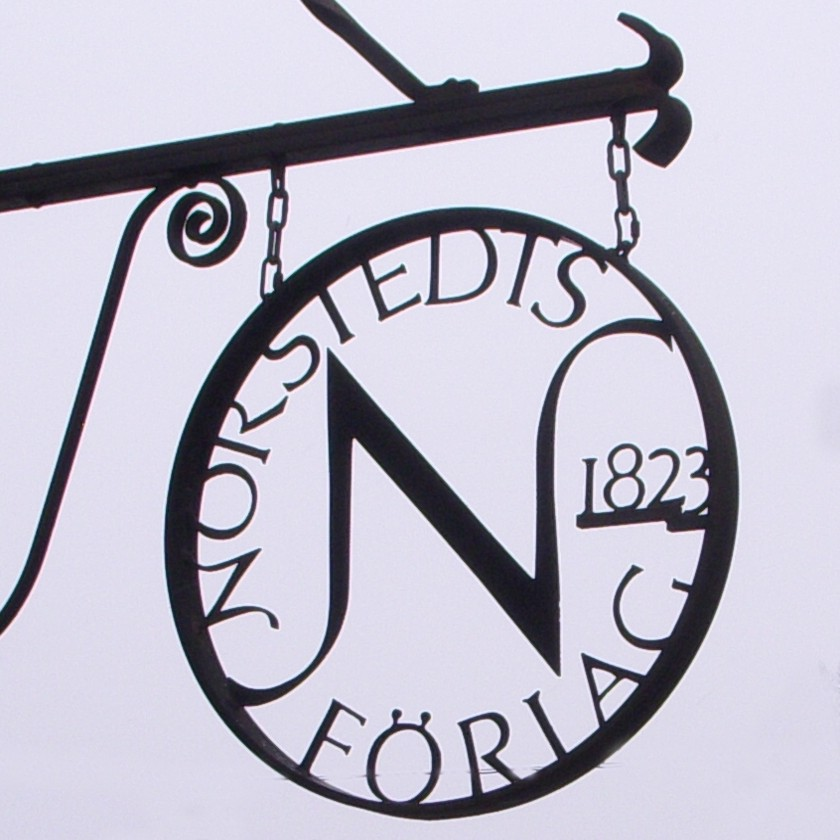
Norstedts förlag
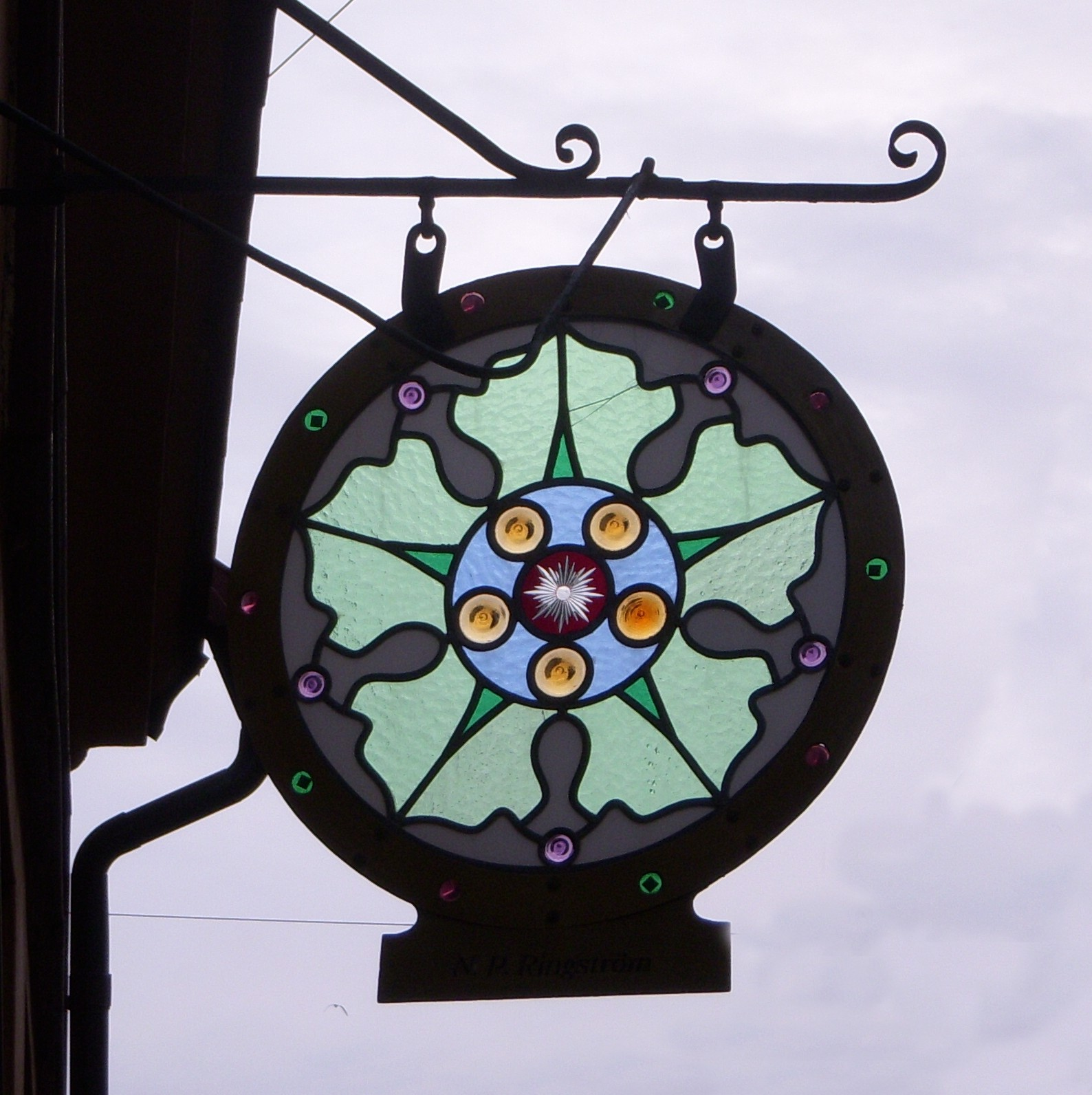
Ringströms glas
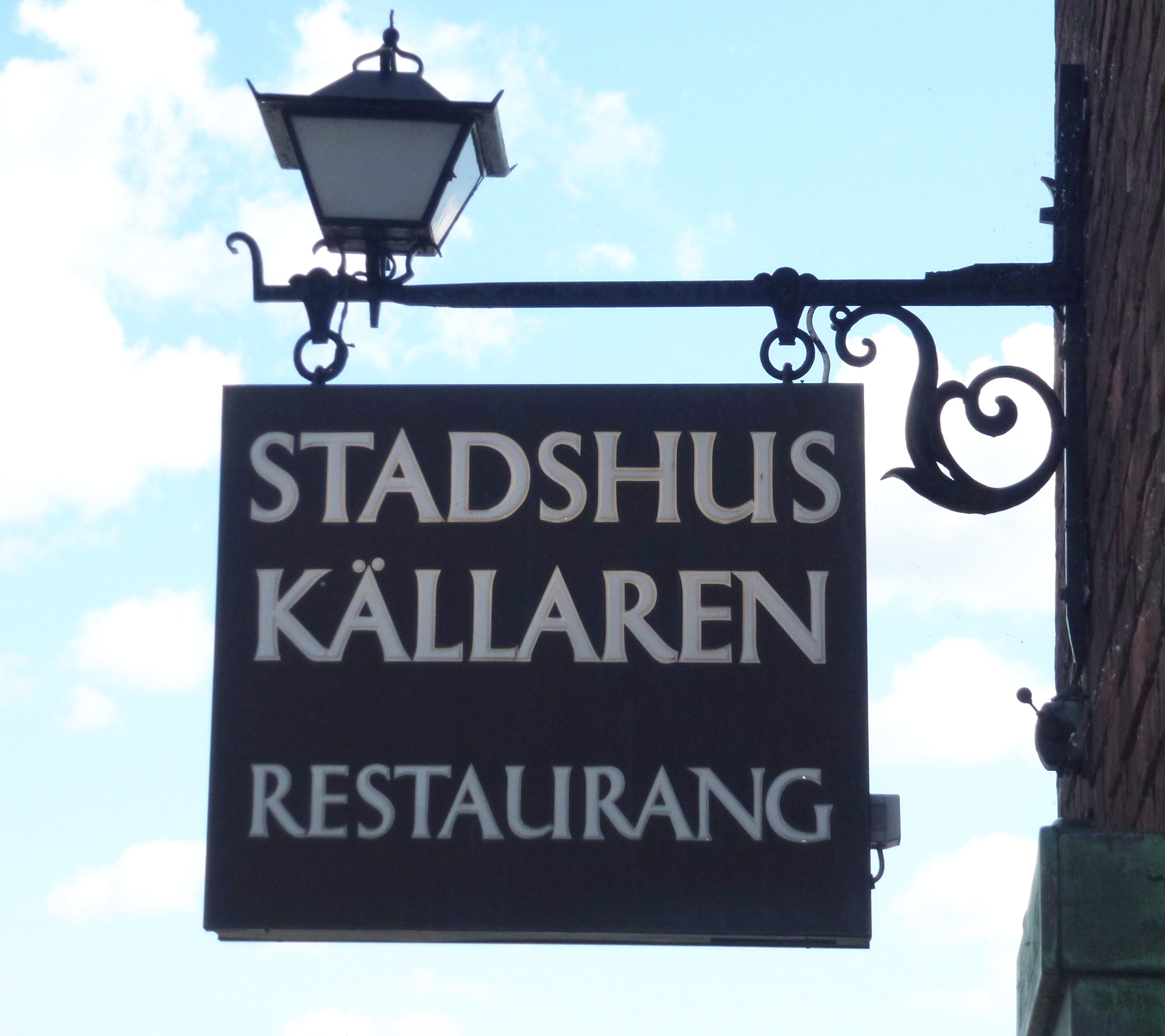
Stadshuskällaren
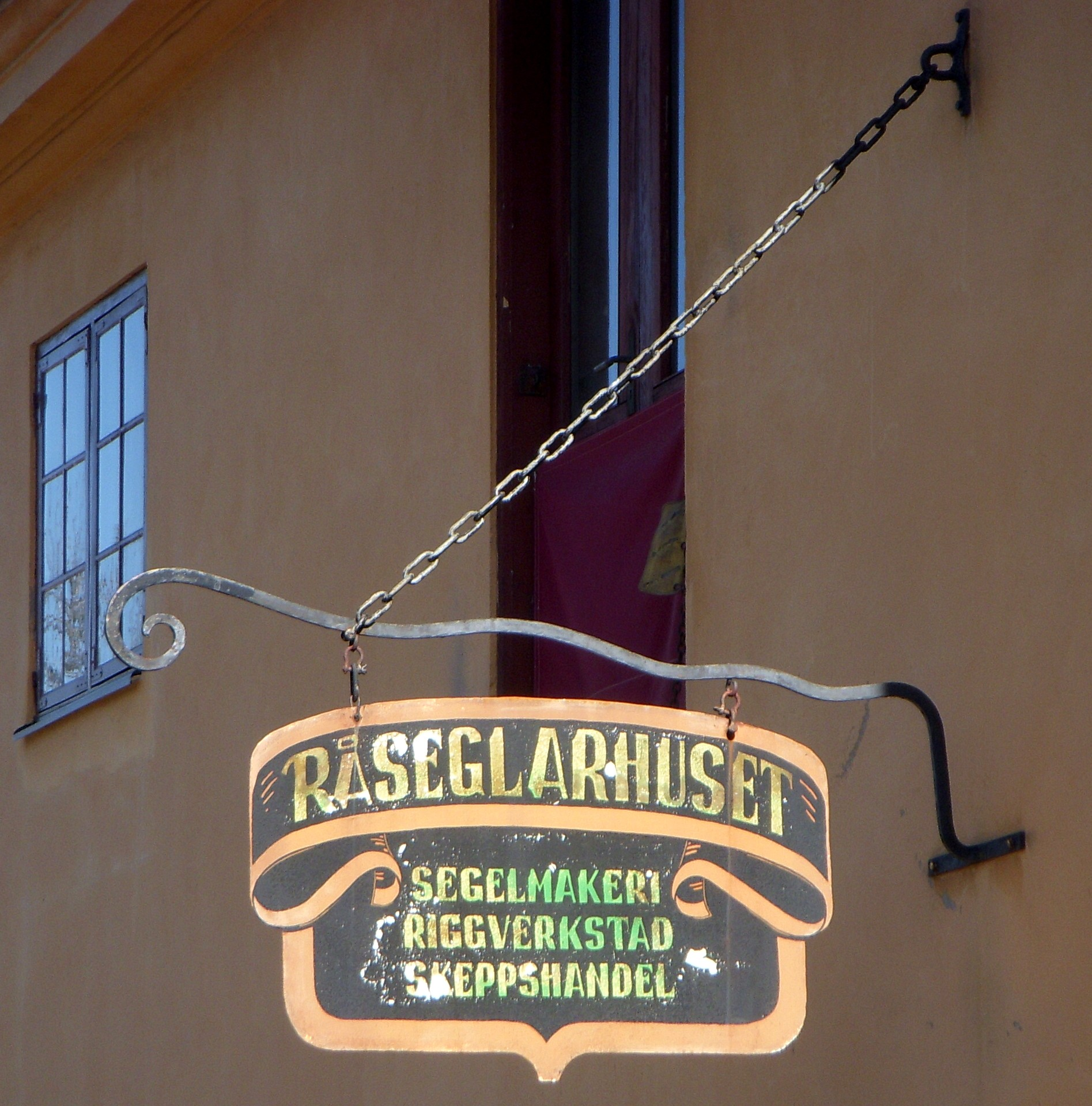
Råseglarhuset
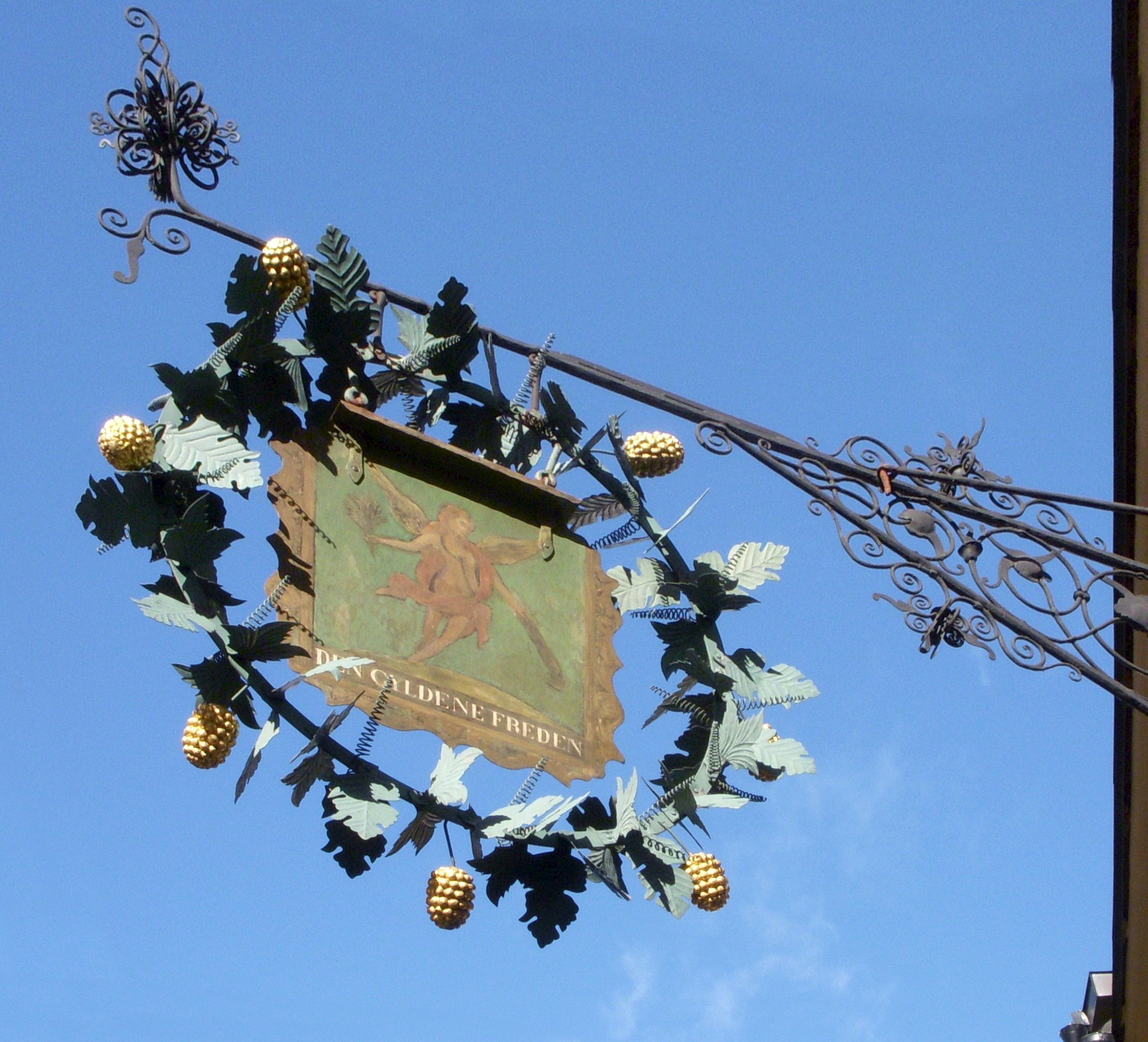
Den gyldene freden

Exempel på flaggskyltar i Tyskland
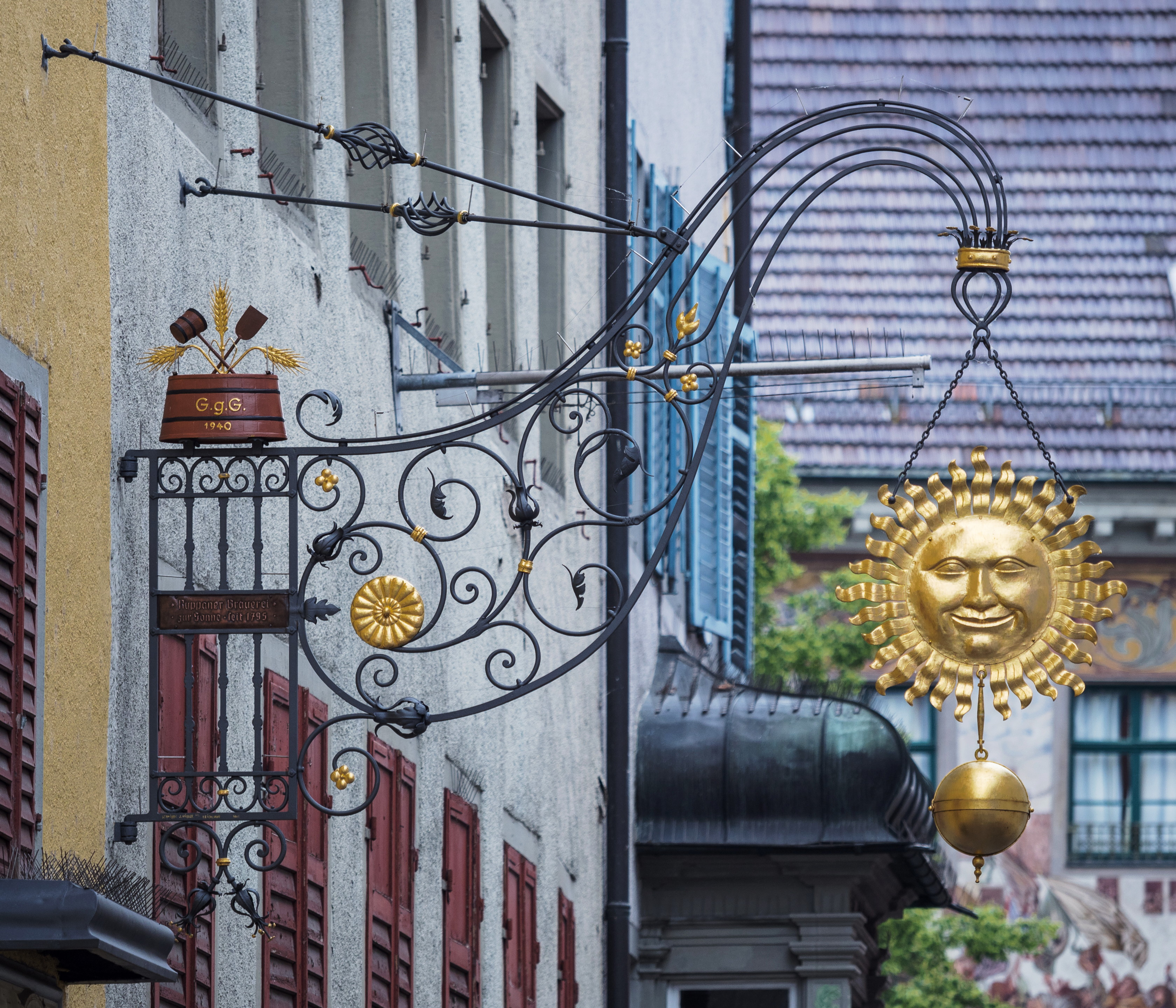
Konstanz
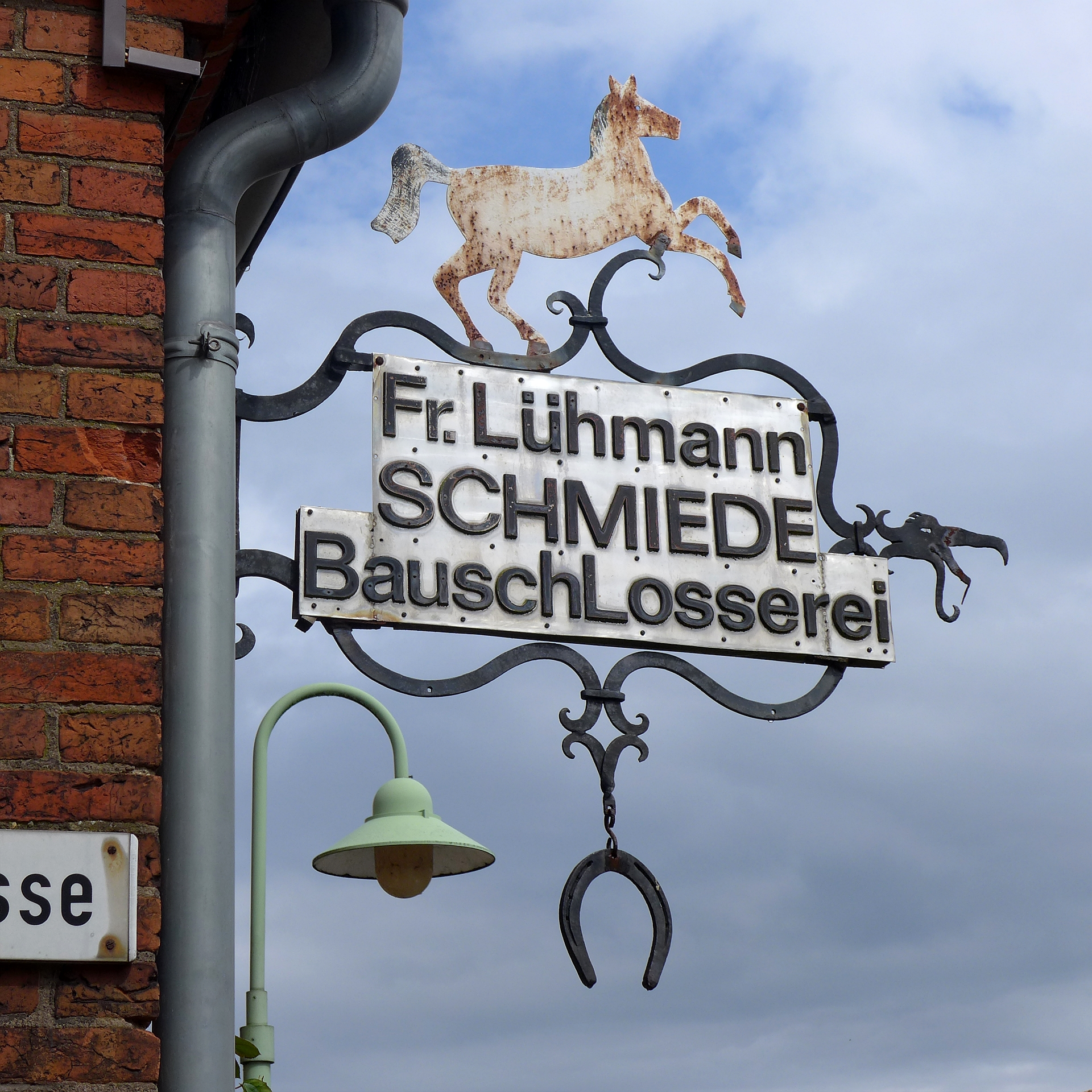
Soltau
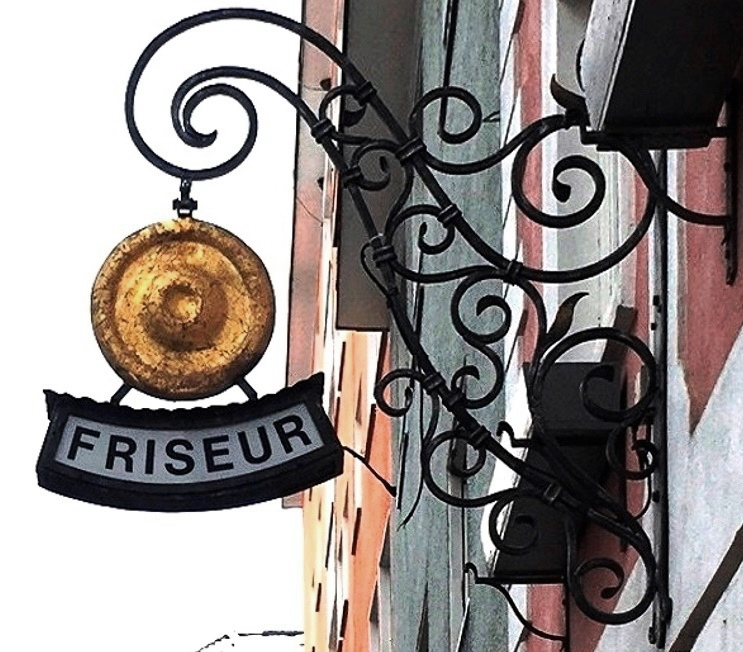
Villach
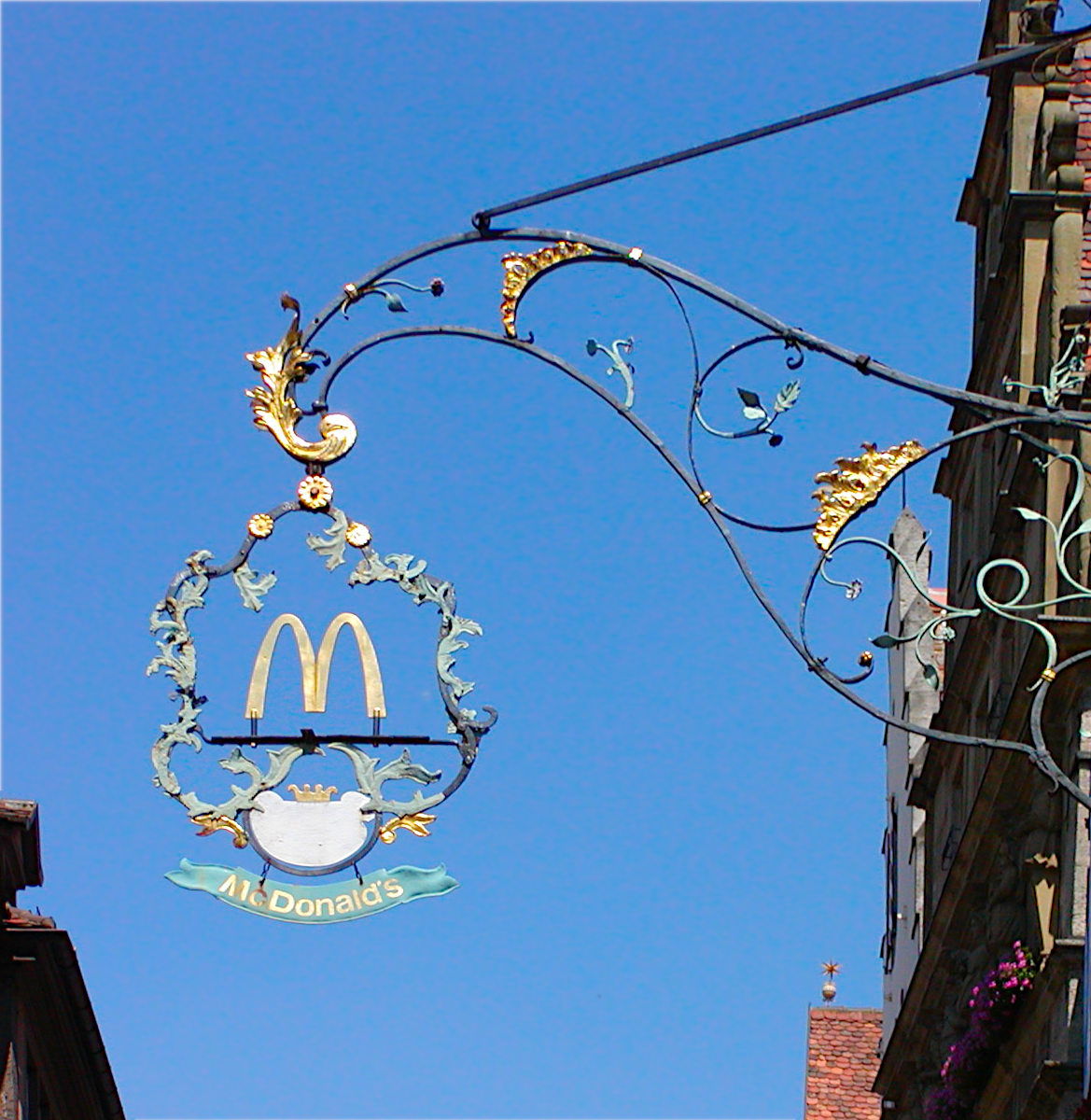
Rothenburg ob der Tauber
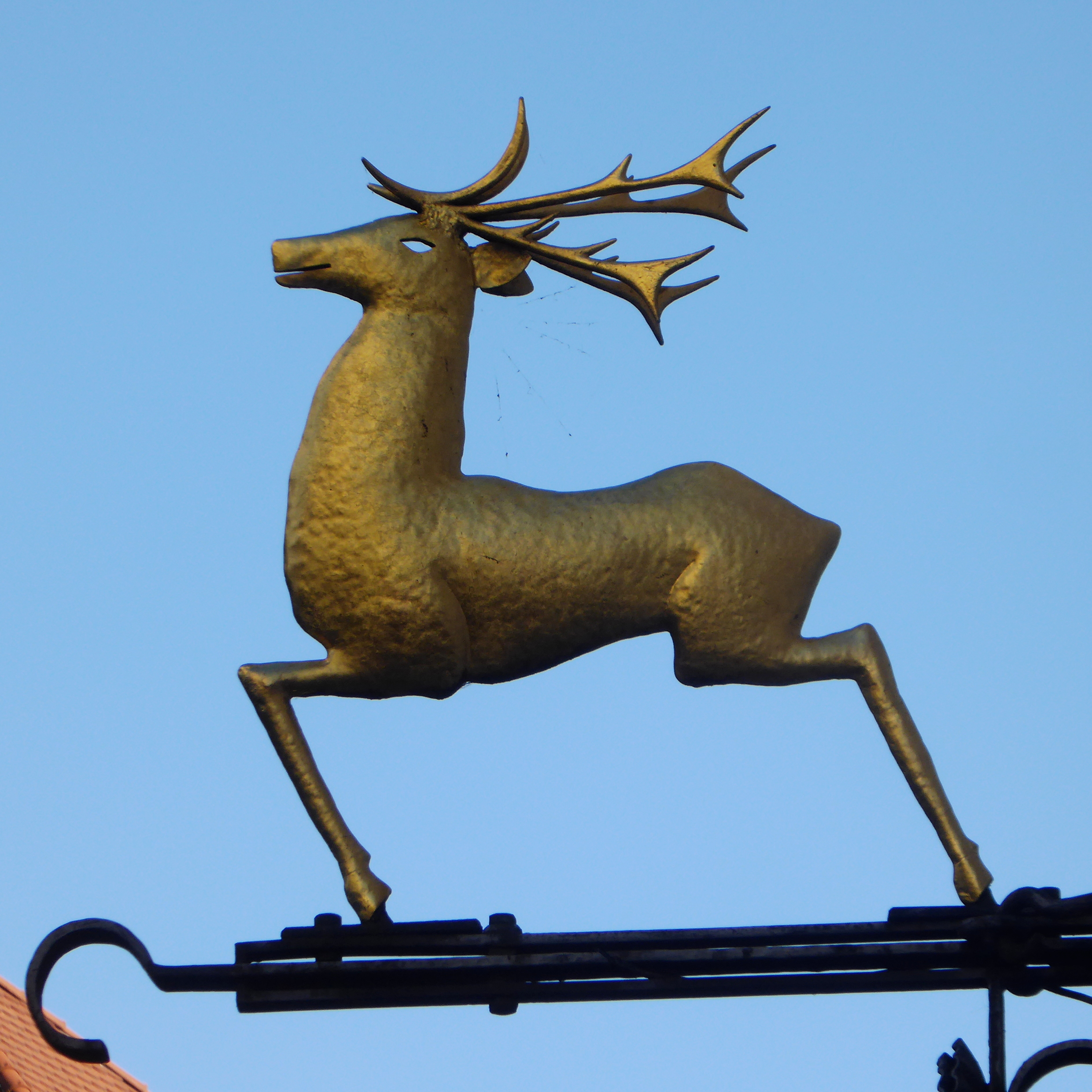
Bruneck
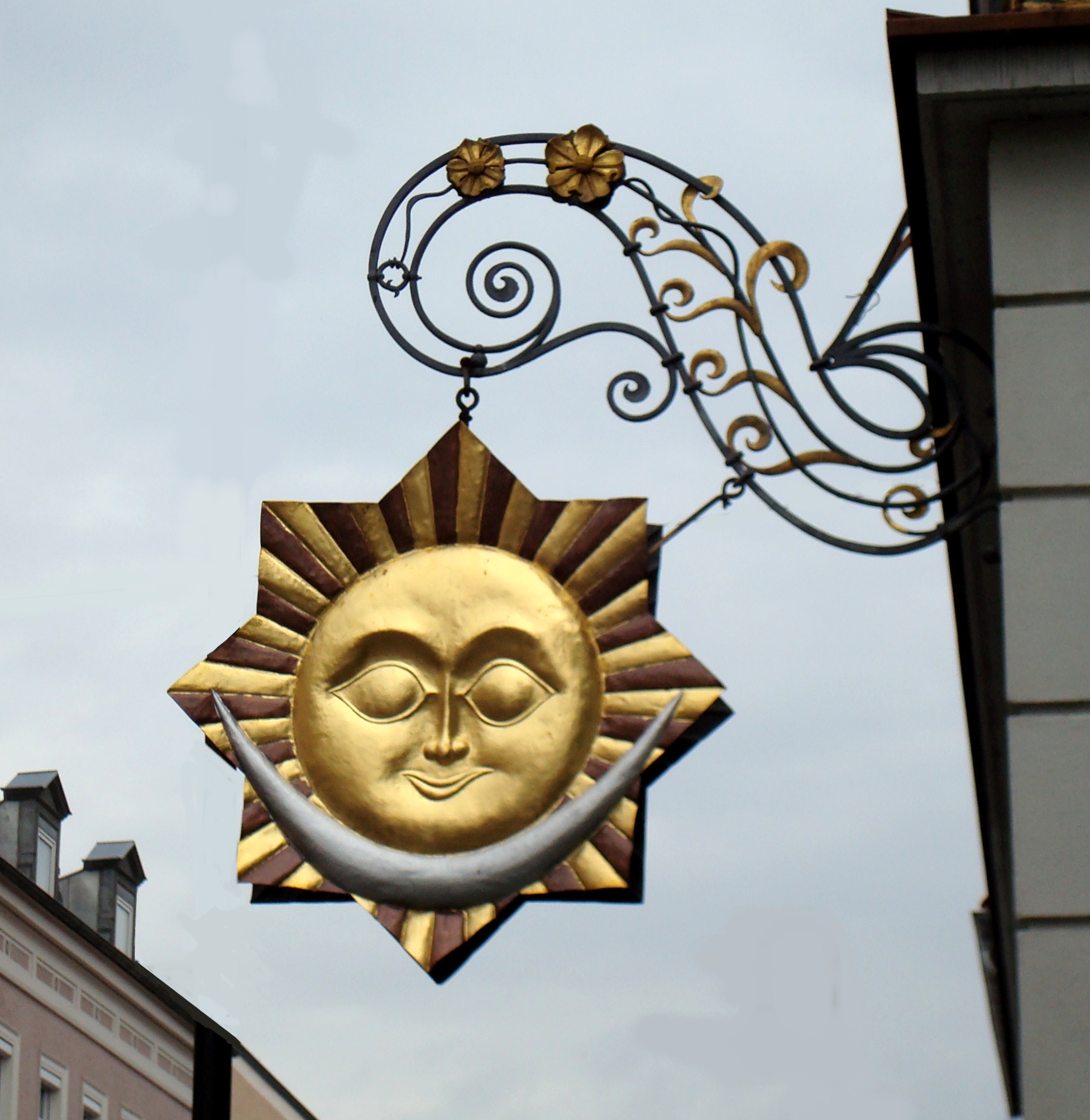
Simbach am Inn